# Дайнко, Петр
Петр (Петер) Дайнко (словен. Peter Dajnko; 23 апреля 1787, Чрешневцы, Герцогство Штирия, Австрийская империя  — 22 февраля 1873, Велика Неделя) — словенский писатель

 начала XIX века, учёный-лингвист, филолог,
переводчик, католический священник. Единственный в своё время словенский литературный деятель в Штирии.

## Биография
После окончания средней школы в Мариборе, до 1814 года изучал теологию и философию в Университете Граца. Вернулся в Горну Радгону, где служил капелланом до 1831 года, затем переехал в Велика Неделя, чтобы стал приходским священником. Умер в Великой Неделе.

## Научная и творческая деятельность
Известен прежде всего, как изобретатель алфавита Дайнко («Дайнчица» словен. dajnčica), новаторского предложения словенского алфавита. В 1824 году написал книгу на немецком языке под названием Lehrbuch der windischen Sprache («Учебник словенского языка»), в которой предложил принять новый словенский алфавит, который должен был заменить традиционный бохорский алфавит, использовавшийся с конца XVI века. Он использовал свой алфавит во всех своих книгах, изданных с 1824 года. Алфавиту Дайнко, который был введен в школах в 1831 году, яростно противостоял Антон Мартин Сломшек. После 1834 года он постепенно вышел из употребления с принятием слегка изменённой версии латинского алфавита Гая в качестве нового словенского письма, а в 1839 году был официально упразднён.
Дайнко также был опытным пчеловодом. Автор первой книги о пчеловодстве на словенском языке под названием «Челарство» («Пчеловодство»).

## Избранная библиография
- «Sazhetek vüzhenja Slavenskega po nedelah» (1816);
- «Abezedna Knishiza», изложение новой орфографии (1824);
- «Lehrbuch der Windischen Sprache» (1824);
- «Sto zirkvenih ino drugih poboshnih pesmi» (1826),
- «Posvetne pesmi» (1827);
- «Kmet Isidor» (1824),
- «Zhelarstvo» (1881) и ряд других книг религиозно-богослужебного характера.